# 여제동맹
여제동맹(麗濟同盟)은 7세기 중반 고구려와 백제가 신라에 대항하여 맺은 군사동맹이다. 
백제가 신라를 공격할 때는 고구려가 당을 견제하고, 고구려가 당에게 공격 받으면 백제가 신라를 견제하는 동맹이다.